# Abbans-Dessus
Abbans-Dessus – miejscowość i gmina we Francji, w regionie Burgundia-Franche-Comté, w departamencie Doubs.
Według danych na rok 1990 gminę zamieszkiwały 242 osoby, a gęstość zaludnienia wynosiła 55 osób/km² (wśród 1786 gmin Franche-Comté Abbans-Dessus plasowała się wtedy na 505. miejscu pod względem liczby ludności, natomiast pod względem powierzchni na miejscu 851.).